# Габіскірія Юрій Важикович
Юрій Важикович Габіскірія (груз. იური ვაჟიკის ძე გაბისკირია, нар. 1 вересня 1968, Бакуріані, Грузинська РСР) — радянський та грузинський футболіст, півзахисник та нападник, виступав у складі національної збірної.

## Клубна кар'єра
Юрій народився в курортному містечку Бакуріані, але дитинство провів в місті Сенакі, на заході Грузії, де й почав захоплюватися футболом. Вихованець «Динамо» з міста Сухумі (тренер - Анатолій Норакідзе). Професійну кар'єру розпочав у 1988 році в кутаїському «Торпедо», куди потрапив на запрошення Резо Дзодзуашвілі, провів в тому сезоні 29 матчів, забив чотири м'ячі і став, разом з командою, переможцем дев'ятої зони другої ліги СРСР. У наступному сезоні зіграв 41 матч і забив два м'ячі, після чого перейшов у клуб «Цхумі», який у 1990 році брав участь в першому незалежному чемпіонаті Грузії, коли місцеві клуби вийшли з чемпіонату СРСР. У тому сезоні провів 29 матчів, забив чотири м'ячі і став, разом з командою, фіналістом першого незалежного розіграшу Кубка Грузії.
За наступні два сезони 1991 і 1991/92 років провів 51 зустріч, забив 11 м'ячів і став у сезоні 1991/92 років, разом з командою, віце-чемпіоном Грузії і вдруге в кар'єрі фіналістом Кубка країни. У сезоні 1992/93 років зіграв 31 матч і забив 11 м'ячів, після чого в зв'язку з нестабільною ситуацією в країні покинув Грузію і перейшов в український клуб «Темп» з Шепетівки. У сезоні 1993/94 років зіграв 30 матчів, в яких забив чотири м'ячі, в чемпіонаті України і чотири зустрічі в кубку країни. У наступному сезоні провів 23 зустрічі, в яких забив чотири м'ячі, в чемпіонаті і дві гри в кубку. У міжсезоння 1995 року, після вильоту «Темпа» з вищої ліги, повинен був бути заявлений в складі львівських «Карпат», але в останній момент вирішив спробувати свої сили в донецькому «Шахтарі», зіграв один матч у чемпіонаті 25 липня проти тернопільської «Ниви», але в підсумку клубу не підійшов і повернувся в «Темп», за який того розіграші провів сім зустрічей, після чого, у вересні, поповнив ряди криворізького «Кривбасу», в якому, однак, надовго не затримався, зіграв шість матчів після чого покинув клуб.
На початку 1996 року переїхав до Росії, де дебютував у місцевій вищій лізі в складі клубу «КамАЗ-Чалли». За команду з Набережних Човнів виступав до травня, зіграв сім матчів у чемпіонаті і один у Кубку Росії, після чого покинув клуб, перейшовши в «Чорноморець-д» з Новоросійська, де знаходився до серпня 1997 року, провівши за цей час всього одну зустріч. Потім з серпня виступав за «Кубань» зі Слов'янська-на-Кубані, зіграв у тому році вісім матчів, забив два м'ячі й став, разом з командою, переможцем другої зони третьої ліги Росії. Сезон 1998 року також провів у Слов'янську, зіграв 24 зустрічі, в яких забив 12 м'ячів, у лізі і одну гру в кубку.
На початку 1999 року поповнив ряди «Кубані» з Краснодара, за яку в тому сезоні провів 33 матчі, забив 18 м'ячів, завдяки чому став найкращим бомбардиром клубу в сезоні, і разом з командою став переможцем розіграшу в південній зоні другого дивізіону, зіграв і в обох матчах фінальної серії за право виходу в першу лігу проти тольяттинсської «Лади», де за сумою двох зустрічей «Кубань» поступилася. Окрім цього, зіграв за «Кубань» в тому році два поєдинки в Кубку Росії.
У 2000 році переїхав до Ізраїлю, де виступав до кінця року за клуб «Бней Сахнін» з Сахніна, після чого повернувся в Росію, де поповнив склад нальчикського «Спартака», за який провів у тому сезоні 15 матчів у лізі й одну зустріч у кубку країни.
Після закінчення у Росії сезону 2001 року повернувся на батьківщину, де продовжив кар'єру в клубі «Сіоні» з міста Болнісі. У сезоні 2001/02 років зіграв 14 матчів і забив два м'ячі. У наступному розіграші провів 30 зустрічей, забив шість голів і став, разом з командою, втретє в кар'єрі фіналістом Кубка Грузії. У сезоні 2003/04 років, останньому в складі «Сіоні», зіграв 32 матчі, забив дев'ять м'ячів у ворота суперників і став, разом з командою, бронзовим призером чемпіонату країни.
Наступні два роки провів у складі клубу «Боржомі» з однойменного міста, зіграв в сезонах 2004/05 і 2005/06 років, відповідно, 30 (забив 8 голів) і 25 (забив 5 голів) матчів, після чого покинув клуб, і поповнив склад команди «Амері» з Тбілісі, де в свій останній професійний сезон 2006/07 років вийшов на поле шість разів і став, разом з командою, вдруге й востаннє в кар'єрі бронзовим призером чемпіонату країни і вперше володарем Кубка Грузії. Окрім цього, грав за «Амері» в матчах першого кваліфікаційного раунду Кубка УЄФА проти вірменського клубу «Бананц».

## Кар'єра в збірній
У складі головної національної збірної Грузії провів один матч. 25 травня 1993 року він з'явився на полі в товариському матчі проти збірної Азербайджану на 66-й хвилині, замінивши Василя Сепашвілі. Гра закінчилася поразкою грузинської команди з рахунком 0:1. У 1994 і 1995 роках Юрій ще двічі отримував запрошення в збірну, але через травму не зміг приїхати. 
| Матчі й голи Юрія Габіскіріі за збірну Грузії | Матчі й голи Юрія Габіскіріі за збірну Грузії | Матчі й голи Юрія Габіскіріі за збірну Грузії | Матчі й голи Юрія Габіскіріі за збірну Грузії | Матчі й голи Юрія Габіскіріі за збірну Грузії | Матчі й голи Юрія Габіскіріі за збірну Грузії | Матчі й голи Юрія Габіскіріі за збірну Грузії |
| №                                             | Дата                                          | Місце проведення                              | Суперник                                      | Рахунок                                       | Голи                                          | Змагання                                      |
| --------------------------------------------- | --------------------------------------------- | --------------------------------------------- | --------------------------------------------- | --------------------------------------------- | --------------------------------------------- | --------------------------------------------- |
| 1                                             | 25 травня 1993                                | Гянджа                                        | Азербайджан                                   | 0:1                                           | -                                             | Товариський матч                              |

Загалом: 1 матч / 0 голів; 0 перемог, 0 нічиїх, 1 поразка.

## Досягнення

### Командні
«Цхумі»
- чемпіонат Грузії
  -  Срібний призер (1): 1991/92

- Кубок Грузії
  -  Фіналіст (2): 1990, 1991/92

«Сіоні»
- / чемпіонат Грузії
  -  Бронзовий призер (1): 2003/04

- Кубок Грузії
  -  Фіналіст (1): 2002/03

«Амері»
- чемпіонат Грузії
  -  Бронзовий призер (1): 2006/07

- Кубок Грузії
  -  Володар (1): 2006/07

## Особисте життя
Старший брат Юрія - Лері - колишній футболіст. На даний час — тренер-селекціонер грузинського клубу «Гагра» з однойменного міста. Юрій одружений. Сімейна пара виховує сина Ніколоза.

## Статистика виступів
| Команда                         | Сезон             | Чемпіонат         | Чемпіонат | Чемпіонат | Кубок | Кубок | Єврокубки | Єврокубки | Інше  | Інше | Загалом | Загалом |
| Команда                         | Сезон             | Рів.              | Матчі     | Голи      | Матчі | Голи  | Матчі     | Голи      | Матчі | Голи | Матчі   | Голи    |
| ------------------------------- | ----------------- | ----------------- | --------- | --------- | ----- | ----- | --------- | --------- | ----- | ---- | ------- | ------- |
| Торпедо (Кутаїсі)               | 1988              | III               | 29        | 4         | 0     | 0     | 0         | 0         | 0     | 0    | 29      | 4       |
| Торпедо (Кутаїсі)               | 1989              | II                | 41        | 2         | 0     | 0     | 0         | 0         | 0     | 0    | 41      | 2       |
| Торпедо (Кутаїсі)               | Загалом           | Загалом           | 70        | 6         | 0     | 0     | 0         | 0         | 0     | 0    | 70      | 6       |
| Цхумі                           | 1990              | I                 | 29        | 4         | 0*    | 0*    | 0         | 0         | 0     | 0    | 29*     | 4*      |
| Цхумі                           | 1991              | I                 | 18        | 4         | 0     | 0     | 0         | 0         | 0     | 0    | 18      | 4       |
| Цхумі                           | 1991/92           | I                 | 33        | 7         | 0     | 0     | 0         | 0         | 0     | 0    | 33      | 7       |
| Цхумі                           | 1992/93           | I                 | 31        | 11        | 0*    | 0*    | 0         | 0         | 0     | 0    | 31*     | 11*     |
| Цхумі                           | Загалом           | Загалом           | 111       | 26        | 0*    | 0*    | 0         | 0         | 0     | 0    | 111*    | 24*     |
| Темп (Шепетівка)                | 1993/94           | I                 | 30        | 4         | 4     | 0     | 0         | 0         | 0     | 0    | 34      | 4       |
| Темп (Шепетівка)                | 1994/95           | I                 | 23        | 4         | 2     | 0     | 0         | 0         | 0     | 0    | 25      | 4       |
| Темп (Шепетівка)                | Загалом           | Загалом           | 53        | 8         | 6     | 0     | 0         | 0         | 0     | 0    | 59      | 8       |
| Шахтар (Донецьк)                | 1995/96           | I                 | 1         | 0         | 0     | 0     | 0         | 0         | 0     | 0    | 1       | 0       |
| Темп (Шепетівка)                | 1995/96           | I                 | 7         | 0         | 0     | 0     | 0         | 0         | 0     | 0    | 7       | 0       |
| Кривбас (Кривий Ріг)            | 1995/96           | I                 | 6         | 0         | 0     | 0     | 0         | 0         | 0     | 0    | 6       | 0       |
| КамАЗ-Чалли (Набережні Човни)   | 1996              | I                 | 7         | 0         | 1     | 0     | 0         | 0         | 0     | 0    | 8       | 0       |
| Чорноморець-д (Новоросійськ)    | 1996              | IV                | 1         | 0         | 0     | 0     | 0         | 0         | 0     | 0    | 1       | 0       |
| «Кубань» (Слов'янськ-на-Кубані) | 1997              | IV                | 8         | 2         | 0     | 0     | 0         | 0         | 0     | 0    | 8       | 2       |
| «Кубань» (Слов'янськ-на-Кубані) | 1998              | III               | 24        | 12        | 1     | 0     | 0         | 0         | 0     | 0    | 25      | 12      |
| «Кубань» (Слов'янськ-на-Кубані) | Загалом           | Загалом           | 32        | 14        | 1     | 0     | 0         | 0         | 0     | 0    | 33      | 14      |
| Кубань (Краснодар)              | 1999              | III               | 33        | 18        | 2     | 0     | 0         | 0         | 2     | 0    | 37      | 18      |
| Бней Сахнін                     | 1999/00           | II                | ?         | ?         | 0     | 0     | 0         | 0         | 0     | 0    | ?       | ?       |
| «Спартак» (Нальчик)             | 2001              | II                | 15        | 0         | 1     | 0     | 0         | 0         | 0     | 0    | 16      | 0       |
| / Сіоні (Болнісі)               | 2001/02           | I                 | 14        | 2         | 0     | 0     | 0         | 0         | 0     | 0    | 14      | 2       |
| / Сіоні (Болнісі)               | 2002/03           | I                 | 30        | 6         | 0*    | 0*    | 0         | 0         | 0     | 0    | 30*     | 6*      |
| / Сіоні (Болнісі)               | 2003/04           | I                 | 32        | 9         | 0     | 0     | 0         | 0         | 0     | 0    | 32      | 9       |
| / Сіоні (Болнісі)               | Загалом           | Загалом           | 76        | 17        | 0*    | 0*    | 0         | 0         | 0     | 0    | 76*     | 17*     |
| Боржомі                         | 2004/05           | II                | 30        | 8         | 0     | 0     | 0         | 0         | 0     | 0    | 30      | 8       |
| Боржомі                         | 2005/06           | I                 | 25        | 5         | 0     | 0     | 0         | 0         | 0     | 0    | 25      | 5       |
| Боржомі                         | Загалом           | Загалом           | 55        | 13        | 0     | 0     | 0         | 0         | 0     | 0    | 55      | 13      |
| Амері (Тбілісі)                 | 2006/07           | I                 | 6         | 0         | 0*    | 0*    | 2         | 0         | 0     | 0    | 8*      | 0*      |
| Усього за кар'єру               | Усього за кар'єру | Усього за кар'єру | 473*      | 102*      | 11*   | 0*    | 2         | 0         | 2     | 0    | 488*    | 102*    |

Примітка: знаком * відзначені колонки, дані в яких неповні в зв'язку з відсутністю протоколів Кубка Грузії, а також даних по ізраїльському етапу кар'єри.
Джерела:
- Статистика виступів взята зі спортивного медіа-порталу FootballFacts.ru [Архівовано 23 вересня 2017 у Wayback Machine.]